# Ловец на глави
„Ловец на глави“ e английски термин (head hunter) за човек, който преследва други хора за парична награда.

## В минали времена
Събирането на глави (headhunting) е практика, характерна за хора, които поради културни особености или ниво на историческото си развитие са убивали други хора и са вземали главите им като трофей. В доколониалната епоха този обичай е бил характерен за Нигерия, Тайван, Индонезия, Нова Зеландия, племена от Индокитай и басейна на Амазонка и др., а в древна Европа - за някои от келтските племена.
По време на робството в САЩ ловците на глави са били бели хора, които срещу заплащане са преследвали, залавяли и връщали на собствениците им избягалите негри-роби, но с края на Гражданската война и забраната на робството понятието отмира.
От средата на 20 век насам подобни действия попадат под ударите на закона почти във всички страни, с изключение на САЩ, където такива хора, наречени още bail bondsmen, се наемат за залавянето на пуснати под гаранция и избягали затворници.

### Бележити ловци на глави
- Домино Харви

## В съвременността
Друго значение на ловец на глави с по-съвременно звучене е вид тясна специализация на професионалистите по набиране на персонал, които по поръчка издирват определени хора с висока квалификация и доказани способности за точно определена позиция (обикновено с висок ранг).